# 劉特慎
劉特慎（1920年—1950年11月19日），中國共產黨員，廣東省揭陽縣人，1947年由洪仲樵介紹來台發展組織，任潮州中學教員，潛伏於高雄地區，從事農運工作，發展省工委 高雄市工委及轄下多個組織，1949年被捕，1950年11月19日槍決於馬場町刑場。

## 生平
劉特慎，廣東省揭陽縣人，1946年5月，劉特慎於廣東普寧參加共產黨。洪幼樵與劉特慎同鄉，1933年即加入共青團，在廣東發展地下黨組織，1946年洪幼樵受中共華東局派遣來台發展組織，協助省工委書記蔡孝乾，洪幼樵化名劉志敬負責台中地區組織發展，1947年由洪仲樵介紹至台灣協助發展組織，潛伏於高雄地區，任教於潮州中學，並積極發展組織，1948年中共中央上海局派遣陳澤民 (1909年)來台，協助領導高雄地區組織，劉特慎透過基隆市工作委員會書記鍾浩東介紹之蕭道應、邱連球、鍾國輝等，在屏東地區建立佳冬、屏東、內埔、溪洲等支部，1949年8月光明報事件，全台大抓捕，10月陳澤民在高雄落網，供出相關組織，高雄工委會全盤瓦解，劉特慎遭到逮捕並判處死刑，1950年11月19日上午6點槍決於馬場町刑場
。